# Nodul rutier Arnavaux
Nodul rutier Arnavaux este un nod rutier situat în Marsilia, creat în anii 1960 și reamenajat în 2016 pentru a lega autostrada A7 de noua șosea de centură A507 (L2). Din 2016, nodul rutier deservește în principal Piața de Interes Național (în franceză Marché d'Intérêt National (MIN)) din Marsilia.

## Localizare
Nodul rutier este situat la limita dintre arondismentele 14 și 15. Pe autostrada A7, poartă numărul 34.

## Drumuri deservite
- Autostrada A7 (autostrada Nord) (sud-nord) care leagă Marsilia de Lyon;
- Autostrada A507 (L2) (spre est), șoseaua de centură a Marsiliei;
- Bulevardul Pieței Naționale spre Sainte-Marthe la est și spre La Delorme la vest;
- Bulevardul Simon-Bolivar spre Saint-Joseph;
- Bulevardul Gay-Lussac.